# Kościół św. Katarzyny Aleksandryjskiej w Zgierzu
Kościół św. Katarzyny Aleksandryjskiej w Zgierzu – farny kościół parafialny miasta Zgierza, wybudowany w latach 1910–1924 w stylu neogotyckim.

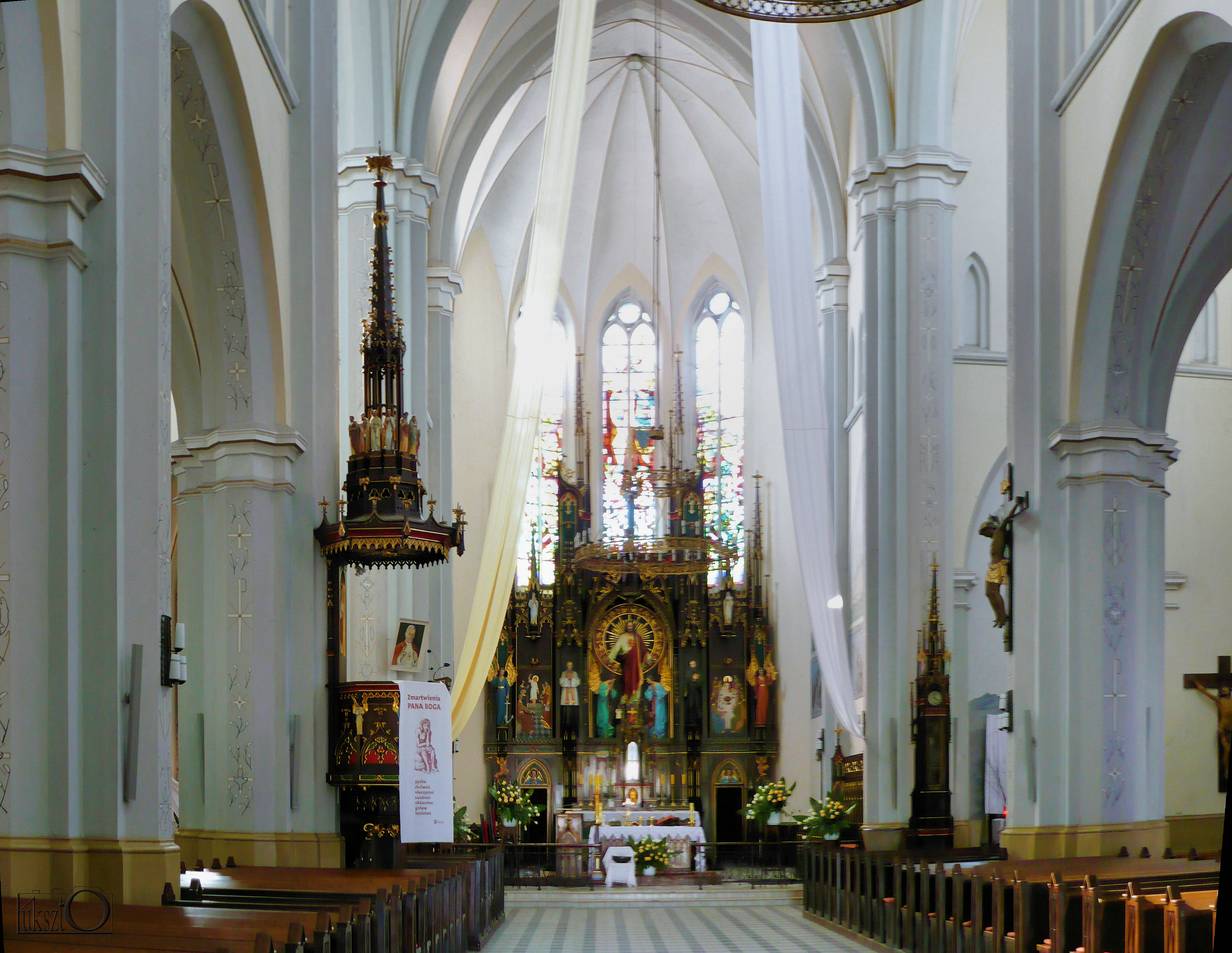
Wnętrze świątyni

Wymiary: długość kościoła – 47,53 m, wysokość sklepienia – 20,4 m, wysokość wieży – 60 m, szerokość kościoła 12,5 m.

## Historia
- 1910: rozpoczęcie budowy obecnego kościoła w stylu neogotyckim według projektu Stefana Lemeńe.
- 13 lipca 1930: biskup łódzki Wincenty Tymieniecki dokonał aktu konsekracji kościoła.
- 1939: zamknięcie kościoła przez niemieckich okupantów i utworzenie w nim magazynu wojskowego.
- 2000: zainstalowanie nocnej iluminacji kościoła.
- 2013: generalny remont wieży[2]